# Palazzo Traetto
Il palazzo Traetto è un palazzo monumentale di Napoli, ubicato in via dei Cristallini.
Il palazzo eretto alla fine del XV secolo è considerato un esempio di architettura rinascimentale napoletana. Secondo alcune fonti fu voluto dal principe di Altamura. A metà del XVIII secolo il proprietario Paolo Ruffo divise il palazzo in due proprietà (palazzo Traetto è situato al numero 30, mentre il palazzo creato dal Ruffo è al numero 21 di via Cristallini). 
In origine l'edificio aveva anche un giardino all'italiana.
Il nuovo palazzo venne acquistato dai Sant'Elia da come si rileva dallo stemma nell'androne.